# المحنطون
المحنطون (بالإنجليزية: Mummies Alive!)‏ مسلسل رسوم متحركة أمريكي كندي من إنتاج شركة دي آي سي إنترتيمنت والضوء الشمالي للترفيه وموك أنيميشن. تم عرض المسلسل لأول مره خلال الفترة من 15 سبتمبر 1997 واستمر عرضه حتى 25 نوفمبر 1997 . تم دبلجة المسلسل للعربية بواسطة مركز الزهرة وعرض على قناة سبيس باور.

## إنتاج وبث
في الأصل، «المحنطون» كانت موجهة نحو جمهور كبار السن، ولكن خلال الإنتاج أصبح يغلب عليها طابع الأطفال. السلسلة استمرت لموسم واحد من42 حلقة؛ وكانت آخر حلقتين مشتركتا الارتباط معا في نهاية العرض، كما تظهر الحلقات 38 – 40 النهائي الموسم الأول. وتم التخطيط لموسم ثاني، ولكن نتيجة لتقييمات منخفضة، قد ألغى.
إريك وجوليا ليوالد، الكتاب/المنتجين ل «المحنطون»!، وكانوا أيضا من الكتاب الرئيسيين للموسم الثالث من سلسلة الرسوم المتحركة الكراغل، وبرامج مشاركة عناصر المؤامرة المشتركة، بما في ذلك مجموعة من المحاربين من الماضي التي توقظ في الوقت الحاضر لمحاربة الأعداء الأثرياء، وهاجس الخلود؛ الصعوبات الأولية في التكيف مع العالم المعاصر؛ استخدام الشخصيات الأسطورية في العديد من الحلقات؛ وخصم دايناستي متكررة. أوجه التشابه هذه جعلت «المحنطون»! عرضه للانتقادات التي وصفتها بأنها أكثر قليلاً من استنساخ سلسلة الكراغل.
بعد أول موسم وهو الموسم الوحيد، يكرر من «المحنطون»! تابع على الهواء على المحطات المحلية عبر البلاد. السلسلة بثت سابقا كل يوم الأحد على قناة كوكي جرة رسوم متحركة على شاشة التلفزيون.
في الهند، كان يطلق عليها اسم التاميل والمالايالاميه المعرض وبثها على «تلفزيون الشمس» و «تلفزيون أمريتا» في بدايات 2000، أصبحت هذه السلسلة شعبية في جنوب الهند.

## الشخصيات

### الشخصيات الرئيسية

#### بشريون
كارنوفان بريسلي (Presley Carnovan)  - عبر عنه بيل سويتزر
صبي عمره 12 سنة لديه روح الأمير رابسيس الثاني عشر (فرعون قديمة) الذي يستند إلى رمسيس. أنه سرعان ما يكتشف هذا عندما المومياوات سيقدموا أنفسهم كأولياء أمره. وهو يعيش في سان فرانسيسكو مع والدته. مترددة في قبول دورة بوصفه رابسيس، ولكن في مناسبتين اثنتين على الأقل حيث أنه كان فرصة ليفرج له دور، عندما جاء الأب في رابسيس على ما يبدو من خلال «البوابة الغربية» وعندما واجه رابسيس الأصلي في الوقت الحاضر، وأعرب عن تردد في لوس جي وضعه ك 'فرعون' لأن ذلك أيضا من شأنه أن له فقدان المومياوات.
- الأمير رابسيس – كان وريث للعرش المصري قبل 3500 سنة. أنه محمي بمميوات (قبل أن المومياوات)، ولكن قتل عندما كان سن بريسلي الجعل [توضيح حاجة]. وقال هذه القصة في «المشي أثناء النوم مثل مصري». روحه الآن تقع على عاتق بريسلي، وهي وضعت الجعل في عدة حلقات. يأتي رابسيس نفسه حتى الوقت الحاضر في الأمير وبريسلي، عندما يسرق الجعل تمرير وقت سفر أن يوجه له حتى الآن على أمل أنه سيكون أسهل لالتقاط من بريسلي الحالية. رابسيس ترجع إلى الماضي في نهاية الحلقة.

أماندا كارنوفان (Amanda Carnovan) - عبر عنه فالانسي لويز.
الأم بريسلي. وقالت أنها تعمل في متحف المدينة. في الذهب الغول، ارمون يشير لها بوصفها «أماندا الحكمة» عندما إذ تشير إلى أنها أعطت بريسلي المشورة. ولديها مشاعر انعدام الأمن وأن بريسلي يفتقد ويجري مع والده الذي بعيداً عن الأعمال التجارية، ويحاول أن السندات مع ابنها غالباً.

#### مومياوات
جا-كال (Ja-Kal) - عبر عنها دالي ويلسون
زعيم المومياوات. في خطابه عن حالة تحول، درعة يشبه صقر وأيضا يسمح له بالطيران. سلاحه هو مخالبه الحادة والقوس التي يمكن تبادل لإطلاق النار بالسهام المشتعلة. في مصر القديمة، كان جا-كال صياد الذي كانت زوجته اسمها تيا وابنه طفل صغير اسمه بادجيت؛ وتوفي دون أن يعرفوا ما الذي حدث لعائلته. أنه يقلق أكثر سلامة بريسلي، غالباً ما يتصرف كشخصية آب له.و أنه يستخدم عادة شروط الصيد للتحدث مع الآخرين وشرح الأوضاع. جا-كال عادة يهتم لأشخاص آخرين ذوي الاحتياجات الأولى والثاني نفسه. وتبين في الحلقة 39 أنه شقيق، أراكه، الذي كان أحد اللصوص سيئة السمعة.
راث (Rath) - عبر عنه سكوت مكنيل
الأكثر ذكاء من المومياوات (ولكن أيضا الأكثر المتغطرسة)، وأيضا هو الوحيد القادر نوبات المدلى بها. عندما قال أنه يتحول، ثعبان أخضر الذي يتحول إلى كوبرا ذهبية يلتف حوله ويعمل كدرع له. سلاحه المفضل هو سيف التي يمكن أن تتحول إلى ثعبان، لكنه أيضا قادر على أداء الطلاسم السحرية. كما صممت وبنيت مركبات الموميوات. وفي الماضي، شغل منصب مدرس للأمير الشاب. ويدعي أنه تعرف عن العلم، ولكن له تعريف من أشياء مثل تحويل عدد من موظفين إلى ثعبان، على الرغم من أن لديه علم بتكييف بعض نوبات حتى الوقت الحاضر (مثل موجه أن استدعى الثعابين تحت الأرض ربط أعدائه في الماضي، ولكن الآن استجمع كابل كهربائي وفاق في الوقت الحاضر). على الرغم من أنهم أعداء، الجعل احترام له مهاراته.

## أداء الأصوات

### النسخة العربية
- فاطمة سعد
- أنجي اليوسف
- عادل أبو حسون
- بثينة شيا
- رأفت بازو
- منصور السلطي
- فاتن عيدو
- نضال حمادي
- محمد خرماشو

## روابط خارجية
- المحنطون على موقع IMDb (الإنجليزية)
- المحنطون على موقع كينوبويسك (الروسية)
- المحنطون على موقع قاعدة بيانات الفيلم (الإنجليزية)